# Psyroides pentagramma
Psyroides pentagramma är en fjärilsart som beskrevs av Eugen Wehrli 1954. Psyroides pentagramma ingår i släktet Psyroides och familjen mätare. Inga underarter finns listade.